# Roberto Payán
Roberto Payán es un municipio colombiano ubicado en el departamento de Nariño, cuya cabecera municipal es San José de Telembí. Se erigió en municipio mediante ordenanza n.º 27132 del 7 de junio de 1937 de la gobernación de Nariño.
Se sitúa a una distancia geográfica aproximada de 122 kilómetros desde  San Juan de Pasto, la capital del departamento. Es posible llegar en lancha desde Barbacoas, en un viaje de 40 minutos por el Río Patía.

## División Político-Administrativa
Además de su Cabecera municipal: San José de Telembí.
Roberto Payán tiene bajo su jurisdicción los siguientes Centros poblados:
- Las Lajas Pumbi
- Las Mercedes - Cimbuza
- San Antonio - Boca Telembí

## Geografía
Término municipal:
- Norte: Francisco Pizarro, Mosquera, Olaya Herrera.
- Sur: Barbacoas, Tumaco.
- Oriente: Olaya Herrera, Magui Payán
- Occidente: Tumaco.

Extensión total: 1.342 km²
Extensión área urbana: 324 km²
Extensión área rural: 1018 km²
Altitud de la cabecera municipal (metros sobre el nivel del mar): 20
Temperatura media: 27 °C